# 최덕문
최덕문(1970년 3월 5일 ~ )은 대한민국의 배우이다.

## 학력
- 서울예술대학 연극과

## 연기 활동

### 영화
- 1999년 《박하사탕》 ... 노조원 역
- 2000년 《블랙 컷》 ... 친구 역
- 2001년 《나쁜 영화》 ... 명수 역
- 2002년 《YMCA 야구단》 ... 이은 역
- 2003년 《...ing》 ... 기수 역
- 2003년 《스무 고개》
- 2004년 《목포는 항구다》 ... 용기 역
- 2004년 《아홉살 인생》 ... 박팔봉 역
- 2005년 《남극 일기》 ... 서재경 역
- 2005년 《러브 토크》 ... 조병운 역
- 2006년 《비단구두》 ... 만수 역
- 2006년 《야수》 ... 박 검사 역(우정출연)
- 2006년 《그 해 여름》 ... 석영의 선배 역(우정출연)
- 2006년 《도구》 ... 청년 역
- 2007년 《수》 ... 이원재 역
- 2007년 《가면》 ... 이 형사 역
- 2008년 《블리치》 ... 남편 역
- 2008년 《흑심모녀》 ... 형사 1 역
- 2010년 《나쁜놈이 더 잘잔다》 ... 이 감독 역
- 2010년 《작은 연못》 ... 김씨 사위, 병도 역
- 2010년 《초능력자》 ... 애비 역
- 2010년 《어쿠스틱》〈ep.2 빵가게 습격사건〉 ... 빵가게 주인 역
- 2011년 《체포왕》 ... 발바리 역
- 2011년 《푸른 소금》 ... 해운대파 두목 역
- 2012년 《열여덟,열아홉》 ... 사회자 역
- 2012년 《화차》 ... 하성식 역
- 2012년 《인류멸망보고서》 ... 주방장 역
- 2012년 《도둑들》 ... 카지노지배인 역
- 2013년 《마이 라띠마》 ... 노래방 사장 역(우정출연)
- 2013년 《더 테러 라이브》 ... 김상모 비서관 역
- 2013년 《소설, 영화와 만나다》 ... 영화감독 역
- 2014년 《명량》 ... 송여종 역
- 2014년 《맨홀》 ... 종호 역
- 2014년 《소리굽쇠》 ... 산부인과 원장 역
- 2015년 《암살》 ... 황덕삼 역
- 2015년 《사도》 ... 홍인한 역
- 2017년 《다른 길이 있다》 ... 조사관 역(우정출연)
- 2017년 《용순》 ... 아빠 역
- 2017년 《자유로》 ... 태수 역(특별출연)
- 2017년 《꾼》 ... 이강석 역
- 2018년 《소공녀》 ... 김록이 역
- 2018년 《탐정: 리턴즈》 ... 김정환 부장 역
- 2018년 《어른도감》 ... 경언아빠 역(우정출연)
- 2018년 《마약왕》 ... 구 사장 역
- 2019년 《나랏말싸미》 ... 정인지 역
- 2019년 《애월》 ... 김 사장 역
- 2019년 《판소리 복서》 ... 장 사장 역
- 2019년 《블랙머니》 ... 서권영 역
- 2020년 《애비규환》 ... 김태효 역
- 2022년 《특송》 ... 임기방 역 (특별출연)
- 2022년 《리미트》 ... 강성찬 역
- 2023년 《킬링 로맨스》 ... 최 대표 역 (특별출연)
- 2023년 《노량: 죽음의 바다》 ... 송희립 역
- 2024년 《댓글부대》... 최평호 역
- 2024년 《목화솜 피는 날》... 황진수 역

### 드라마
- 2003년 MBC 수목드라마 《좋은 사람》 ... 나종팔 역
- 2004년 SBS 드라마 스페셜 《햇빛 쏟아지다》 ... 지동만 역
- 2006년 KBS2 단막극 《드라마시티 - 나의 아름다운 친구》 ... 찬식 역
- 2006년 KBS2 단막극 《드라마시티 - 기억이 잠든 사이》 ... 기사 역
- 2006년 KBS2 월화드라마 《눈의 여왕》 ... 오 실장 역
- 2007년 KBS2 단막극 《드라마시티 - 꽃밭에서》 ... 민준 역
- 2007년 KBS2 수목드라마 《마왕》 ... 강희수 역
- 2008년 KBS1 아침드라마 《큰 언니》 ... 덕기 역
- 2009년 MBC 아침드라마 《멈출 수 없어》 ... 구진우 역
- 2010년 KBS2 수목드라마 《추노》 ... 조 선비 역
- 2010년 KBS2 단막극 《KBS 드라마 스페셜 - 우연의 남발》 ... 경수 역
- 2011년 KBS2 단막극 《KBS 드라마 스페셜 - 그 남자가 거기 있다》 ... 재훈 역
- 2011년 KBS2 단막극 《KBS 드라마 스페셜 - 수호천사 김영구》 ... 강배 역
- 2012년 tvN 월화드라마 《아이 러브 이태리》 ... 이태리의 작은 아버지 역
- 2012년 MBC 특별기획드라마 《마의》 ... 효종 역
- 2012년 KBS2 단막극 《KBS 드라마 스페셜 - 친구 중에 범인이 있다》 ... 형사 역
- 2013년 tvN 금토드라마 《응답하라 1994》 ... 삼천포의 아버지 역
- 2013년 KBS2 월화드라마 《상어》 ... 강희수 역
- 2013년 KBS2 월화드라마 《총리와 나》 ... 고달표 역
- 2014년 KBS2 단막극 《KBS 드라마 스페셜 - 나 곧 죽어》 ... 의사 역
- 2014년 MBC 월화드라마 《트라이앵글》 ... 장정국 역
- 2014년 JTBC 화요드라마 《선암여고 탐정단》 ... 안홍민 역
- 2014년 OCN 일요드라마 《귀신 보는 형사 처용》 ... 양수혁 역
- 2015년 tvN 월화드라마 《호구의 사랑》 ... 소시민 역
- 2015년 KBS2 월화드라마 《너를 기억해》 ... 나봉성 역
- 2015년 KBS2 월화드라마 《발칙하게 고고》 ... 김병재 역
- 2016년 MBC 수목드라마 《한 번 더 해피엔딩》 ... 팀장 역
- 2016년 OCN 주말드라마 《동네의 영웅》 ... 민부장 역
- 2016년 tvN 금토드라마 《기억》 ... 주재민 역
- 2016년 JTBC 금토드라마 《청춘시대》 ... 오종규 역
- 2016년 중국 소후 닷컴 웹드라마 《고호의 별이 빛나는 밤에》 ... 최창섭 역
- 2016년 JTBC 금토드라마 《솔로몬의 위증》 ... 학교 경비원 역
- 2017년 tvN 금토드라마 《시카고 타자기》 ... 전설의 아버지 역
- 2018년 KBS2 월화드라마 《너도 인간이니?》 ... 데이빗 역
- 2018년 MBC 수목드라마 《시간》 ... 남대철 부장 역
- 2018년 KBS2 수목드라마 《죽어도 좋아》 ... 강명한 역
- 2018년 tvN 단막극 《드라마 스테이지 - 굿-바이 내 인생보험》 ... 김 역
- 2019년 tvN 월화드라마 《사이코메트리 그녀석》 ... 김갑용 역 (특별출연)
- 2019년 KBS2 수목드라마 《닥터 프리즈너》 ... 센터장 역(특별출연)
- 2019년 MBC 수목드라마 《신입사관 구해령》 ... 민익평 역
- 2020년 tvN 수목드라마 《머니게임》 ... 국경민 역
- 2020년 OCN 주말드라마 《써치》 ... 한대식 역
- 2020년 MBC 월화드라마 《카이로스》 ... 김유석 역
- 2021년 tvN 토일드라마 《빈센조》 ... 탁홍식 역
- 2021년 MBC 수목드라마 《미치지 않고서야》 ... 김영수 역
- 2022년 JTBC 수목드라마 《그린마더스 클럽》 ... 김주석 역
- 2022년 MBC 금토드라마 《닥터 로이어》 ... 이도형 역
- 2022년 tvN 수목드라마 《아다마스》 ... 강혁필 역
- 2022년 MBC 금토드라마 《금혼령, 조선 혼인 금지령》 ... 괭이 역
- 2023년 SBS 금토드라마 《법쩐》 ... 남상일 역
- 2023년 JTBC 수목드라마 《기적의 형제》 … 오 팀장 역
- 2023년 Disney+ 오리지널 드라마 《무빙》 … 전영석 역
- 2023년 tvN 월화드라마 《운수 오진 날》 … 고주환 역
- 2024년 MBC 금토드라마 《수사반장 1958》 ... 유대천 역
- 2024년 SBS 금토드라마 《굿파트너》 … 박지환 역
- 2024년 채널A 토일드라마 《체크인 한양》 … 홍민식 역
- 2025년 tvN 월화드라마 《원경》 … 하륜 역

### 연극
- 2005년 《마르고 닳도록》
- 2005년 《주머니 속의 돌》
- 2006년 《거기》
- 2007년 《마지막 20분 동안 말하다》
- 2007년 《하이라이프》
- 2007년 《가면》
- 2008년 《엄마열전》
- 2008년 《썸걸즈》
- 2009년 《늘근도둑 이야기》
- 2010년 《양덕원이야기》
- 2010년 《B언소》

## 예능
- 2016년 MBC《나 혼자 산다》 10월 7일 176회
- 2018년 JTBC 차이나는 클라스 - 질문 있습니다 73회